# Corinna Petersen-Ewert
Corinna Petersen-Ewert ist eine deutsche Psychologin und Hochschullehrerin. Sie ist Professorin für Gesundheits- und Sozialwissenschaften an der Hochschule für Angewandte Wissenschaften in Hamburg.

## Leben und Wirken
Petersen-Ewert studierte Psychologie an der Universität Hamburg und schloss das Studium im Jahr 2000 mit einem Diplom ab. Im Jahr 2001 erhielt sie ein Doktorandenstipendium an der University of Edinburgh und wurde 2003 im Fachbereich Psychologie von der Universität Hamburg promoviert. Corinna Petersen-Ewert habilitierte sich in Medizinischer Psychologie und Klinischer Psychologie im Jahr 2008. Im selben Jahr erhielt sie die Lehrberechtigung als Privatdozentin. Ein Jahr später trat Petersen-Ewert eine Vertretungsprofessur an der Hamburger Hochschule für Angewandte Wissenschaften an. Im Jahr 2013 wurde sie dort zur Professorin für Gesundheits- und Sozialwissenschaften berufen.

### Forschung
Petersen-Ewert forscht zu den Themengebieten Gesundheitsförderung und Prävention sowie der gesundheitsbezogenen Lebensqualität und Krankheitsverarbeitung. Im Rahmen ihrer Forschungsarbeit beschäftigte Petersen-Ewert sich mit dem Konzept der Community Health Nurse, das Möglichkeiten der Pflege- und Gesundheitsversorgung auf lokaler Ebene durch Pflegefachkräfte gewährleisten soll. In einem Interview mit der Ärzte Zeitung anlässlich des 20. Springer Gesundheitspflegekongresses in Hamburg sprach sie diesem Versorgungskonzept zukünftig eine erhebliche Bedeutung für die Gesundheitsversorgung zu. Ferner hat sie sich mit Uta Gaidys und Carsten Hermes mit den Auswirkungen und Gehaltsstruktur in der Leih- und Zeitarbeit in der Intensivpflege beschäftigt.

### Engagement
Neben ihrer wissenschaftlichen Arbeit und ihrer Lehrtätigkeit engagiert Petersen-Ewert sich in gemeinnützigen Vereinen und Gremien. So war sie von 2013 bis 2019 Vorsitzende der Hamburgischen Arbeitsgemeinschaft für Gesundheitsförderung, die sich für lokale Konzepte zur Gesundheitsförderung und Prävention einsetzt und dafür die Arbeit mehrerer behördlicher und gemeinnütziger Akteure koordiniert. Zwischen 2014 und 2020 gehörte Petersen-Ewert zudem dem Vorstand der Bundesvereinigung Prävention und Gesundheitsförderung an.

## Publikationen
Vom 1. Januar 2010 bis 2013 war Petersen-Ewert gemeinsam mit Sigrid Elsenbruch Herausgeberin der Zeitschrift für Medizinische Psychologie, dem offiziellen Organ der Deutschen Gesellschaft für Medizinische Psychologie. Neben zahlreichen Beiträgen in dieser und weiteren Fachzeitschriften, wie JuKip-Fachmagazin für Gesundheits- und Kinderkrankenpflege, GMS-Zeitschrift für medizinische Ausbildung oder Prävention und Gesundheitsförderung hat sie zudem mehrere eigene Bücher veröffentlicht:
- mit Uta Gaidys: Gesundheitsförderung und Prävention in Pflege und Therapie. Grundlagen, Übungen, Wissenstransfer, W. Kohlhammer Verlag, Stuttgart  2018, ISBN 978-3-17-034825-7
- mit Uta Gaidys, Joachim Westenhöfer, Johanna Buchcik und Katrin Kern: Transkulturell pflegen. Handbuch zur Schulung von Pflegefachkräften und pflegenden Angehörigen mit Migrationshintergrund, Springer Verlag, Wiesbaden 2017, ISBN 978-3-662-54749-6
- mit Uta Gaidys: Ethik in Pflege und Therapie. Grundlagen, Übungen, Wissenstransfer, W. Kohlhammer Verlag, Stuttgart 2018, ISBN 978-3-17-034821-9